# Liam Pitchford
Liam Pitchford (* 12. července 1993 Chesterfield) je britský hráč stolního tenisu.

## Kariéra
Liam Pitchford se stolním tenisem začal v osmi letech. V roce 2009 zvítězil na turnaji British Home Countries Championship a o rok později vyhrál dvě medaile na Hrách Commonwealthu (stříbro v soutěži družstev a bronz ve čtyřhře).
V létě roku 2011 přestoupil do německého klubu TTF Liebherr Ochsenhausen, který hraje nejvyšší německou soutěž - Bundesligu. Před tímto přestupem v předchozí sezoně nastupoval za druholigový oddíl FC Tegernheim. V letech 2009 a 2010 Pitchford hrál v nejvyšší dánské soutěži za klub Aarhus BTK. Na podzim roku 2011 v mezinárodních soutěžích porazil světovou devítku Vladimira Samsonova a také třetího hráče juniorského světového žebříčku Wu Ťia-ťi, což také přispělo k tomu, že se v listopadu 2011 stal hráčem číslo jedna na anglickém žebříčku. Tento rok zakončil svým doposud nejvyšším umístěním na světovém žebříčku, kde mu patřila 171. pozice. Tím se současně stal třetím nejvýše umístěním britským stolním tenistou a do olympijského roku 2012 tak vstoupil jako jeden z pravděpodobných reprezentantů této země na Letních olympijských hrách 2012 v Londýně.